# 赤き羊による晩餐会
「赤き羊による晩餐会」（あかきひつじによるばんさんかい）は、日本のバンドDのメジャー7枚目のシングル。2010年7月28日発売。

## 概要
- このシングルからDはメジャー・デビュー以後のJ-POP路線からの脱却、海外進出計画等の改革をテーマに活動を開始した。
- 初回限定生産盤A、B、通常盤の3タイプが発売された。

## 収録曲

### 初回限定生産盤A
1. 赤き羊による晩餐会
(作詞・作曲：ASAGI)
2. ひび割れた柘榴石
(作詞：ASAGI / 作曲：Tsunehito)
3. 赤き羊による晩餐会 (Voiceless)

### 初回限定生産盤B
1. 赤き羊による晩餐会
2. ひび割れた柘榴石
3. Kの氷奏曲
(作詞：ASAGI / 作曲：Ruiza)
4. 赤き羊による晩餐会 (Voiceless)

### 通常盤
1. 赤き羊による晩餐会
2. ひび割れた柘榴石
3. 黒竜（ヘイロン）
(作詞：ASAGI / 作曲：HIDE-ZOU)
4. 赤き羊による晩餐会 (Voiceless)